# 竹箦镇
竹箦镇，是中华人民共和国江苏省常州市溧阳市下辖的一个镇，位于溧阳市北部，全镇总面积为183.6平方公里，辖2个社区和15个行政村。

## 历史

### 古代
在距今1万至3万年的旧石器时代晚期，就有智人在竹箦境内生存。约6000年前的新时期时代，境内上庄、大家庄、西徐村、中梅村一带已形成村落。周代，乡民在今竹箦集镇一带沿北山河（今竹箦河）源头溪涧两岸而居，渐成村落。后因以竹搭桥而称竹节桥。
竹箦地区商朝末期至春秋时期属吴国，战国时期初期属越国。
秦朝实行郡县制后，竹箦地区属溧阳县，此后随县域变迁，先后属永平县、永世县、平陵县、溧水县，直至唐朝武德三年（620年）复置溧阳县、溧阳县境开始稳定后，竹箦地区一直隶属于溧阳县。
宋、元、明三朝，竹箦镇现境北境属永泰乡、南境属来苏乡（大致以王渚村为界），东南端的濑溪里和坡圩村一带属永西乡。
明代句容袁巷上官张氏、金坛罗村葛氏定居竹节，建房置田，村落扩大。明朝万历四十年至十四二年间（1612－1614年），兴工开挖北山河，引排山洪，水运畅通，两岸居民日增，商贸兴旺。万历年后建成生祠街，逐渐形成集镇。
清朝嘉庆年间（1796-1820），在今竹箦集镇置竹箦桥镇，属永泰区，竹箦之名由此而来。同时期还在王赘（今王渚村）设埠，属来苏区。

### 近现代
1910年（清宣统二年），溧阳撤区制改市乡制，全县设3市4乡，竹箦现境属来苏乡（驻别桥镇）和永安市（驻南渡镇）。
1929－1930年（民国18－19年），废市乡制，县以下建区、乡二级公所。全县设9个区、271个乡。竹箦桥区建立区、乡公所。
1935年（民国24年），溧阳县撤并区乡，设6个区127个乡镇，同时乡以下废闾邻制施行保甲制。竹箦桥区（第三区）置1镇18乡（竹箦桥镇、荫溪乡、瓦阳乡、北山乡、髻南乡、后周乡、信行乡、绸缪乡、贤克乡、德表乡、荫梓乡、余桥乡、前马乡、合议乡、濑阳乡、洙溪乡、安仁乡、永丰乡），区公所驻地竹箦桥。
1937年（民国26年），溧阳县乡镇大幅合并至72个，至1945年又减至55个。其中，竹箦区辖7个乡，分别为前溪乡、中余乡、竹箦桥乡、安义乡、瓦溪乡、贤德乡、绸缪乡。
1947年（民国36年），国民政府重建乡镇体制，溧阳县设7区36乡镇，第三区（竹箦区）辖竹溪镇、后周镇、绸缪镇、来苏乡、安义乡。
是年10月，全县合7区为4区，其中，第三区与第二区（别桥区）合并，设绸缪区署。
1948年，撤销区署。撤安义乡分入竹溪镇和来苏乡，竹溪镇改称竹安乡。
1949年5月，建立竹箦区、竹安乡、来苏乡人民政府。区政府驻竹箦集镇。
1949年9月，全县分22乡镇为81乡镇，竹安乡分设竹箦、王渚、路东、陆笪、朝阳、瓦阳6个小乡，来苏乡分设来苏、洙汤、东湖、余桥、濑阳5个小乡。另划入西沈、下梅2个小乡，竹箦区共辖13个乡。1950年来苏乡更名为前马乡。
1956年3月，竹箦区13个乡合并为竹箦、瓦阳、西沈、前马4乡，东湖乡并入南渡区下辖的旧县乡，别桥区的后周乡划归竹箦区。
1956年5月，竹箦区西沈乡的许庄村、前塘村、金山后选区（三地今属金坛市薛埠镇上阮村和山蓬村）划归金坛县。
1957年，溧阳县撤区并乡，撤销竹箦区，瓦阳乡并入竹箦乡，西沈乡并入后周乡（今属别桥镇）。
1958年9月，竹箦乡改为竹箦人民公社，前马乡改为火箭人民公社（同年10月又改为前马人民公社），1961年新增设陆笪、余桥2个人民公社，后均在1983年5月恢复为乡建制。
1985年，竹箦撤乡建镇，改称竹箦镇。
1992年9月，撤销陆笪乡并入竹箦镇。
2000年初，前马乡、余桥乡合并为前马镇。
2007年3月，竹箦镇和前马镇合并，设立新的竹箦镇，镇政府仍驻竹箦村。调整后全镇行政区域面积183.6平方公里，人口6.59万，辖1个社区、27个行政村。
2020年7月，濑阳、道人渡、余桥3个行政村划归昆仑街道。调整后全镇行政区域面积163.96平方千米，人口5.33万人，辖2个社区、15个村。

## 行政区划
竹箦镇下辖2个社区和15个行政村，分别是：
竹箦社区、前马镇社区、竹箦村、中梅村、北村村、南旺村、长岗村、前村村、王渚村、姜下店村、陆笪村、下宅村、陶庄村、前马村、洙汤村、西芮村、水西村、余桥村、濑阳村和道人渡村。

### 行政区划沿革
1983年5月人民公社制恢复为乡建制，同时下辖的大队改称行政村。竹箦（1985年撤乡建镇）、陆笪、前马、余桥4个乡分别辖25个、10个、13个、16个行政村。
1992年9月，撤销陆笪乡并入竹箦镇。竹箦镇辖35个行政村。
2000年1月，前马乡、余桥乡合并为前马镇。前马镇辖29个行政村。
2001年5月10日，前马镇29个行政村合并为11个行政村；5月16日，竹箦镇35个行政村合并为16个行政村。
2007年3月24日，前马、竹箦两镇合一，新的竹箦镇辖1个社区、27个行政村、294个自然村。
2009年8月，竹箦镇27个行政村合并为18个行政村。
2020年7月，濑阳、道人渡、余桥3个行政村划归昆仑街道。
| 原乡镇 | 1992年 后的乡镇 | 2000年 后的乡镇 | 2007年 后的乡镇 | 2020年 后的乡镇 | 原行政村 | 2001年后 的行政村     | 2009年后 的行政村     | 下辖自然村                                                                       |
| ------ | --------------- | --------------- | --------------- | --------------- | -------- | --------------------- | --------------------- | -------------------------------------------------------------------------------- |
| 竹箦镇 | 竹箦镇          | 竹箦镇          | 竹箦镇          | 竹箦镇          | 南关村   | 竹箦村 （驻南关）     | 竹箦村 （驻南关）     | 南关                                                                             |
| 竹箦镇 | 竹箦镇          | 竹箦镇          | 竹箦镇          | 竹箦镇          | 西关村   | 竹箦村 （驻南关）     | 竹箦村 （驻南关）     | 西关                                                                             |
| 竹箦镇 | 竹箦镇          | 竹箦镇          | 竹箦镇          | 竹箦镇          | 北关村   | 竹箦村 （驻南关）     | 竹箦村 （驻南关）     | 溪头村                                                                           |
| 竹箦镇 | 竹箦镇          | 竹箦镇          | 竹箦镇          | 竹箦镇          | 棠荫村   | 竹箦村 （驻南关）     | 竹箦村 （驻南关）     | 棠荫                                                                             |
| 竹箦镇 | 竹箦镇          | 竹箦镇          | 竹箦镇          | 竹箦镇          | 中梅村   | 中梅村 （驻中梅）     | 中梅村 （驻中梅）     | 中梅                                                                             |
| 竹箦镇 | 竹箦镇          | 竹箦镇          | 竹箦镇          | 竹箦镇          | 西徐村   | 中梅村 （驻中梅）     | 中梅村 （驻中梅）     | 南庄、西徐、岸沿上、彭家村、金家村、墩头、陈家                                   |
| 竹箦镇 | 竹箦镇          | 竹箦镇          | 竹箦镇          | 竹箦镇          | 马上村   | 中梅村 （驻中梅）     | 中梅村 （驻中梅）     | 马上里、戚笪里、蔡家、邓家、匡家、上梅                                           |
| 竹箦镇 | 竹箦镇          | 竹箦镇          | 竹箦镇          | 竹箦镇          | 前村村   | 前村村 （驻前村）     | 前村村 （驻前村）     | 前村、夏社、孙家棚                                                               |
| 竹箦镇 | 竹箦镇          | 竹箦镇          | 竹箦镇          | 竹箦镇          | 后村村   | 前村村 （驻前村）     | 前村村 （驻前村）     | 后村里、茅墩头、韦家                                                             |
| 竹箦镇 | 竹箦镇          | 竹箦镇          | 竹箦镇          | 竹箦镇          | 墅塘村   | 前村村 （驻前村）     | 前村村 （驻前村）     | 墅塘、油坊桥、窑上                                                               |
| 竹箦镇 | 竹箦镇          | 竹箦镇          | 竹箦镇          | 竹箦镇          | 王渚村   | 王渚村 （驻王渚）     | 王渚村 （驻王渚）     | 王渚                                                                             |
| 竹箦镇 | 竹箦镇          | 竹箦镇          | 竹箦镇          | 竹箦镇          | 高坂村   | 王渚村 （驻王渚）     | 王渚村 （驻王渚）     | 高坂、小高坂、竹墩上、蒋家、陆家棚、牛家棚、翰里宋                               |
| 竹箦镇 | 竹箦镇          | 竹箦镇          | 竹箦镇          | 竹箦镇          | 东王村   | 王渚村 （驻王渚）     | 王渚村 （驻王渚）     | 东王                                                                             |
| 竹箦镇 | 竹箦镇          | 竹箦镇          | 竹箦镇          | 竹箦镇          | 北村村   | 北村村 （驻竹箦集镇） | 北村村 （驻竹箦集镇） | 北庄、余家棚、魏家棚、海棠、刘家棚、杜家棚、岑家棚                               |
| 竹箦镇 | 竹箦镇          | 竹箦镇          | 竹箦镇          | 竹箦镇          | 洙彦村   | 北村村 （驻竹箦集镇） | 北村村 （驻竹箦集镇） | 洙彦、大坟头、荷花村                                                             |
| 竹箦镇 | 竹箦镇          | 竹箦镇          | 竹箦镇          | 竹箦镇          | 西张村   | 北村村 （驻竹箦集镇） | 北村村 （驻竹箦集镇） | 西张、谈巷里、后村里、上杜家冲、下杜家冲                                         |
| 竹箦镇 | 竹箦镇          | 竹箦镇          | 竹箦镇          | 竹箦镇          | 长岗村   | 长岗村 （驻西斗门）   | 长岗村 （驻西斗门）   | 刘家、长五岗、白马岗、江阴棚、南上宋、西斗门、殷家棚、袁家棚、蒋家棚             |
| 竹箦镇 | 竹箦镇          | 竹箦镇          | 竹箦镇          | 竹箦镇          | 上罗村   | 长岗村 （驻西斗门）   | 长岗村 （驻西斗门）   | 上罗、马庄、窑上、黄家棚、东斗门、毛塘、上罗棚、朝阳                             |
| 竹箦镇 | 竹箦镇          | 竹箦镇          | 竹箦镇          | 竹箦镇          | 南旺村   | 南旺村 （驻坝头）     | 南旺村 （驻坝头）     | 南旺、新塘里、筲箕底、大树洼、谢家棚、西边洼、坝头、新建、汤村                   |
| 竹箦镇 | 竹箦镇          | 竹箦镇          | 竹箦镇          | 竹箦镇          | 曹林村   | 南旺村 （驻坝头）     | 南旺村 （驻坝头）     | 邵笪里、祁笪里、白水塘、曹家棚、杨家棚、胡家                                     |
| 竹箦镇 | 竹箦镇          | 竹箦镇          | 竹箦镇          | 竹箦镇          | 姜下村   | 姜下村                | 姜下村 （驻山洼里）   | 姜下店、巷头山、董家棚、白鹤庄、白石庙、姚家、鲍家庄、下巷西                     |
| 竹箦镇 | 竹箦镇          | 竹箦镇          | 竹箦镇          | 竹箦镇          | 王市村   | 姜下村                | 姜下村 （驻山洼里）   | 梨园、王市、雨店、杏塘头、杨家棚、小桥头                                         |
| 竹箦镇 | 竹箦镇          | 竹箦镇          | 竹箦镇          | 竹箦镇          | 上宋村   | 上宋村                | 姜下村 （驻山洼里）   | 上宋、西汤、山洼里、章家棚、桥东、老角嘴、杜笪里、栗树桥                         |
| 竹箦镇 | 竹箦镇          | 竹箦镇          | 竹箦镇          | 竹箦镇          | 吕庄村   | 上宋村                | 姜下村 （驻山洼里）   | 吕庄、西瓜洼、吕庄坂                                                             |
| 竹箦镇 | 竹箦镇          | 竹箦镇          | 竹箦镇          | 竹箦镇          | 杨湾村   | 杨湾村                | 陶庄村 （驻陶庄）     | 上杨湾、下杨湾、下中王、金山洼、百家山、郑家棚、巢山、吴家棚、李家棚、巷西       |
| 陆笪乡 | 竹箦镇          | 竹箦镇          | 竹箦镇          | 竹箦镇          | 陶庄村   | 陶庄村                | 陶庄村 （驻陶庄）     | 陶庄、窑墩头、前杨山坝、后杨山坝、陶庄十三队、大山口                             |
| 陆笪乡 | 竹箦镇          | 竹箦镇          | 竹箦镇          | 竹箦镇          | 青龙村   | 青龙村                | 陶庄村 （驻陶庄）     | 下储庄、上储庄、横山岗、油坊、河西、河东、煤山、东山干、下大田、上大田           |
| 陆笪乡 | 竹箦镇          | 竹箦镇          | 竹箦镇          | 竹箦镇          | 陆笪村   | 陆笪村                | 陆笪村 （驻陆笪里）   | 陆笪里                                                                           |
| 陆笪乡 | 竹箦镇          | 竹箦镇          | 竹箦镇          | 竹箦镇          | 南徐村   | 陆笪村                | 陆笪村 （驻陆笪里）   | 西官里、南徐、刘庄、后庄头                                                       |
| 陆笪乡 | 竹箦镇          | 竹箦镇          | 竹箦镇          | 竹箦镇          | 上庄村   | 上庄村                | 陆笪村 （驻陆笪里）   | 迈笪里、小坟头、陈笪里、前庄、游湖塘、方家、钱家、上庄、下庄、大坝、李家、尖墩头 |
| 陆笪乡 | 竹箦镇          | 竹箦镇          | 竹箦镇          | 竹箦镇          | 金庄村   | 上庄村                | 陆笪村 （驻陆笪里）   | 蔡金塘、渔家边、马塘埂、黄塘观、金庄、大山里、前山、胡家                         |
| 陆笪乡 | 竹箦镇          | 竹箦镇          | 竹箦镇          | 竹箦镇          | 东上村   | 东上村                | 陆笪村 （驻陆笪里）   | 桃园里、韦家棚、许家、东上里、陶家、周家、倪家、拖板桥                           |
| 陆笪乡 | 竹箦镇          | 竹箦镇          | 竹箦镇          | 竹箦镇          | 贾家庄村 | 东上村                | 陆笪村 （驻陆笪里）   | 贾家庄、贾家庄二队、山西、上海棚、周家棚、张家棚、马家庄                         |
| 陆笪乡 | 竹箦镇          | 竹箦镇          | 竹箦镇          | 竹箦镇          | 下宅村   | 下宅村 （驻下宅里）   | 下宅村 （驻下宅里）   | 下宅里、席笪里、新渚、岗笪里、三墩、雷笪里、王家棚、马家棚、大管里、冯家棚       |
| 陆笪乡 | 竹箦镇          | 竹箦镇          | 竹箦镇          | 竹箦镇          | 大家庄村 | 下宅村 （驻下宅里）   | 下宅村 （驻下宅里）   | 大家庄、东门、朱家、涧北                                                         |
| 前马乡 | 前马乡          | 前马镇          | 竹箦镇          | 竹箦镇          | 前一村   | 前马村 （驻前马集镇） | 前马村 （驻前马集镇） | 前马                                                                             |
| 前马乡 | 前马乡          | 前马镇          | 竹箦镇          | 竹箦镇          | 前二村   | 前马村 （驻前马集镇） | 前马村 （驻前马集镇） | 前马                                                                             |
| 前马乡 | 前马乡          | 前马镇          | 竹箦镇          | 竹箦镇          | 前三村   | 前马村 （驻前马集镇） | 前马村 （驻前马集镇） | 南岗、周家、外滩                                                                 |
| 前马乡 | 前马乡          | 前马镇          | 竹箦镇          | 竹箦镇          | 东庙村   | 前马村 （驻前马集镇） | 前马村 （驻前马集镇） | 东庙                                                                             |
| 前马乡 | 前马乡          | 前马镇          | 竹箦镇          | 竹箦镇          | 八丈村   | 前马村 （驻前马集镇） | 前马村 （驻前马集镇） | 毛家、东埂、五百亩、周家、汤家                                                   |
| 前马乡 | 前马乡          | 前马镇          | 竹箦镇          | 竹箦镇          | 西芮村   | 西芮村                | 西芮村 （驻潘家）     | 西街口、后树、南庄、船埠头                                                       |
| 前马乡 | 前马乡          | 前马镇          | 竹箦镇          | 竹箦镇          | 宋巷村   | 西芮村                | 西芮村 （驻潘家）     | 宋巷、贾家棚                                                                     |
| 前马乡 | 前马乡          | 前马镇          | 竹箦镇          | 竹箦镇          | 潘家村   | 潘家村                | 西芮村 （驻潘家）     | 潘家、店上、东张、西棚、东棚                                                     |
| 前马乡 | 前马乡          | 前马镇          | 竹箦镇          | 竹箦镇          | 水西村   | 水西村                | 水西村 （驻水西）     | 水西                                                                             |
| 前马乡 | 前马乡          | 前马镇          | 竹箦镇          | 竹箦镇          | 金山村   | 水西村                | 水西村 （驻水西）     | 石家、金山、东山头、河咀头、大达咀、储庄                                         |
| 前马乡 | 前马乡          | 前马镇          | 竹箦镇          | 竹箦镇          | 神堂圩村 | 神堂圩村              | 水西村 （驻水西）     | 神堂圩、姚家、钱家、木靴圩、黄家、姜家、袁家                                     |
| 前马乡 | 前马乡          | 前马镇          | 竹箦镇          | 竹箦镇          | 宋家桥村 | 神堂圩村              | 水西村 （驻水西）     | 宋家桥、张家、狄家、华家桥、杨家圩                                               |
| 前马乡 | 前马乡          | 前马镇          | 竹箦镇          | 竹箦镇          | 洙汤村   | 洙汤村                | 洙汤村 （驻洙汤）     | 洙汤、花婆咀、王家、大垾头、小桥头、杨家圩、万家                                 |
| 余桥乡 | 余桥乡          | 前马镇          | 竹箦镇          | 竹箦镇          | 七斗桥村 | 洙汤村                | 洙汤村 （驻洙汤）     | 七斗桥、老鸦庄、北埂                                                             |
| 余桥乡 | 余桥乡          | 前马镇          | 竹箦镇          | 竹箦镇          | 清水塘村 | 清水塘                | 洙汤村 （驻洙汤）     | 清水塘、李家埂、闵家桥、陆家渡                                                   |
| 余桥乡 | 余桥乡          | 前马镇          | 竹箦镇          | 竹箦镇          | 盛家村   | 清水塘                | 洙汤村 （驻洙汤）     | 史家、盛家、马家、朱家川、谢家、张家、三官殿、黄祖庄                             |
| 余桥乡 | 余桥乡          | 前马镇          | 竹箦镇          | 属昆仑街道      | 桥东村   | 余桥村 （驻余桥集镇） | 余桥村 （驻余桥集镇） | 桥东、上甲、湾里                                                                 |
| 余桥乡 | 余桥乡          | 前马镇          | 竹箦镇          | 属昆仑街道      | 余西村   | 余桥村 （驻余桥集镇） | 余桥村 （驻余桥集镇） | 下甲、坝头、石板桥、徐家棚                                                       |
| 余桥乡 | 余桥乡          | 前马镇          | 竹箦镇          | 属昆仑街道      | 西潘村   | 余桥村 （驻余桥集镇） | 余桥村 （驻余桥集镇） | 西潘、新河埂、北闸、田牌里、张家                                                 |
| 余桥乡 | 余桥乡          | 前马镇          | 竹箦镇          | 属昆仑街道      | 西坡圩村 | 余桥村 （驻余桥集镇） | 余桥村 （驻余桥集镇） | 西坡圩、颜家头、蒋家                                                             |
| 余桥乡 | 余桥乡          | 前马镇          | 竹箦镇          | 属昆仑街道      | 濑阳村   | 濑阳村                | 濑阳村 （驻后庄湾）   | 北稽、陆分头、史家村、思古桥、濑阳                                               |
| 余桥乡 | 余桥乡          | 前马镇          | 竹箦镇          | 属昆仑街道      | 繁昌圩村 | 濑阳村                | 濑阳村 （驻后庄湾）   | 繁昌圩、潭龙圩、南稽                                                             |
| 余桥乡 | 余桥乡          | 前马镇          | 竹箦镇          | 属昆仑街道      | 西谈村   | 濑阳村                | 濑阳村 （驻后庄湾）   | 西谈、孙家村、大圩里、桃园里、吴家、小云南                                       |
| 余桥乡 | 余桥乡          | 前马镇          | 竹箦镇          | 属昆仑街道      | 直埂村   | 直埂村                | 濑阳村 （驻后庄湾）   | 后庄湾、直埂、王家棚、王家坝、尖圩                                               |
| 余桥乡 | 余桥乡          | 前马镇          | 竹箦镇          | 属昆仑街道      | 濑溪里村 | 直埂村                | 濑阳村 （驻后庄湾）   | 濑溪里                                                                           |
| 余桥乡 | 余桥乡          | 前马镇          | 竹箦镇          | 属昆仑街道      | 道人渡村 | 道人渡村 （驻水产）   | 道人渡村 （驻水产）   | 道人渡、张家村                                                                   |
| 余桥乡 | 余桥乡          | 前马镇          | 竹箦镇          | 属昆仑街道      | 双龙安村 | 道人渡村 （驻水产）   | 道人渡村 （驻水产）   | 崔家棚、双龙安、马口、新闸沟、大闸沟、沙痕                                       |
| 余桥乡 | 余桥乡          | 前马镇          | 竹箦镇          | 属昆仑街道      | 北川村   | 道人渡村 （驻水产）   | 道人渡村 （驻水产）   | 北川、新闸头、唐家庄                                                             |
| 余桥乡 | 余桥乡          | 前马镇          | 竹箦镇          | 属昆仑街道      | 水产村   | 道人渡村 （驻水产）   | 道人渡村 （驻水产）   | 水产                                                                             |

## 交通

### 铁路
宁杭客运专线，2013年7月1日通车，瓦屋山站设在镇西与上兴镇交界处。

### 高速公路
- 长深高速，2004年9月通车，上兴出口东距竹箦镇区约6公里。
- 扬溧高速，2007年9月通车，后周出口西距竹箦镇区约7公里。
- 常溧高速，2015年9月通车，境内设江苏中关村出口。

### 普通公路
- 265省道，南北向，规划中。
- 341省道，东西向，在建。

- 竹姚线（竹箦至上姚）：1958年新建碎石路。2005年改建为6米宽混凝土路面，2013年将104国道至青墩高铁上跨桥段改建为二级沥青公路。
- 竹煤线（竹箦至竹箦煤矿）：原指竹箦煤矿茶场至西汤至竹箦煤矿公路，是竹箦煤矿的专线公路，1970年代初修建，碎石路面。现指由竹箦集镇至竹箦煤矿的公路，1997年冬和1999年以刘庄为界南北分两期改建为混凝土路面，2008年全线拓宽路基，后于2013年初改建为三级沥青公路。
- 竹后线（竹箦至后周）：1974年新建碎石路。中梅至后周段于2004年改建为上上线。
- 刘陆线（刘庄至陆笪）：1977年新建碎石路，后改建为混凝土路面、沥青路面。
- 旧水线（旧县至水西）：1982年建成碎石路，1985年改建为沥青路。
- 水前线（水西至前马）：1984年建成碎石路，其中宋巷至前马段后为溧竹线的一部分，水西至宋巷段于2001年改建为沥青路面，2005年拓为二级沥青公路。
- 溧竹线（溧城至竹箦）：1986年余桥至溧城段通车，1994年全线建成沥青公路，2004年12月改建为二级沥青公路。
- 上上线（上兴至上黄）：2004年12月新建为二级沥青公路，其中中梅至后周段利用竹后线改造。